# Studio Collection
Studio Collection is het eerste compilatie van de Amerikaanse alternatieve-rockband Linkin Park. Het digitale album bevat alle vijf studioalbums en een remixalbum: Hybrid Theory uit 2000, Meteora uit 2003, Minutes to Midnight uit 2007, A Thousand Suns uit 2010, Living Things uit 2013 en remixalbum Reanimation uit 2002. Het album werd 13 januari 2012 aangekondigd en kwam twee dagen later, op 15 januari 2013 uit. Samen met deze uitgave werden nieuwe deluxeversies van de studioalbums op Studio Collection uitgebracht.

## Albums

### Hybrid Theory
Hybrid Theory is het debuutalbum van de band, dat geproduceerd is door Don Gilmore. Het werd op 23 oktober 2000 uitgebracht en betekende de doorbraak van de band. Zowel kritisch als commercieel werd het album goed ontvangen. In meerdere landen heeft het de platina status bereikt. In de Verenigde Staten bezit het de diamanten status omdat het album daar een miljoen keer verkocht is. One Step Closer, Papercut, In the End en Crawling werden als singles uitgebracht. De laatstgenoemde won een Grammy Award for Best Hard Rock Performance in 2001. Stilistisch wordt het album gekenmerkt als een combinatie van alternatieve rock- en metal, nu metal, elektronica en rapcore.

### Reanimation
Reanimation werd op 13 juli 2002 uitgebracht, geproduceerd door Mike Shinoda. Op dit remixalbum werden de nummers van Hybrid Theory en enkele van de gelijknamige ep door verschillende gastartiesten geremixt en aangepast. Ook dit album werd goed ontvangen, hoewel het hier en daar gezien werd als een opvuller om tijd te winnen voor het maken van de opvolger van Hybrid Theory. Alleen Pts.Of.Athrty werd op single uitgebracht. Qua stijl leunt het album meer richting elektronica en hiphop.

### Meteora
Meteora is het tweede studioalbum en was vanaf 25 maart 2003 in de winkels verkrijgbaar. De opnieuw door Gilmore geproduceerde opvolger van Hybrid Theory werd ook gezien als een meer gepolijstere kopie hiervan. Toch was het eveneens een commercieel succes, mede door de goed ontvangen singles: Somewhere I Belong, Faint, Numb, Lying from You, From the Inside en Breaking the Habit. In het album zijn er meer elektronische geluiden te horen, hoewel het album zich nog steeds binnen het nu-metalgenre bevond.

### Minutes to Midnight
Op Minutes to Midnight wilde de band zich niet herhalen, wat resulteerde in een album met een ander geluid. Op 15 mei 2007 kwam dit album uit, wat geproduceerd werd door Rick Rubin en Shinoda. Zowel op het commercieel gebied als op het kritische werd het album gemengd ontvangen. Hetzelfde gold voor de singles. What I've Done werd als leadsingle het beste ontvangen en is een van de bands best presterende singles. Bleed It Out, Shadow of the Day, Given Up en Leave Out All the Rest waren de andere singles. Dit album kan meer gezien worden als een alternatieve-rockalbum.

### A Thousand Suns
A Thousand Suns kwam op 10 september 2010 uit en was eveneens geproduceerd door Rubin en Shinoda. Dit album had vier singles: The Catalyst, Waiting for the End, Burning in the Skies en Iridescent. Het conceptalbum werd opnieuw gemengd ontvangen. Enerzijds was het publiek negatief gezien het gebrek aan het metalgeluid, anderzijds kon men de experimentele avontuur en de intentie van de band om zich verder te ontwikkelen en niet te blijven hangen in de muziek die ze altijd maken wel waarderen. Wat de muzikale stijl betreft, is het album een elektronische rockalbum.

### Living Things
Living Things is het zesde studioalbum van de band en kwam op 22 juni 2012 uit. Het is de derde samenwerking tussen Rubin en Shinoda in productieverband. Kritisch en commercieel werd het album beter ontvangen dan diens voorganger. Burn It Down, Lost in the Echo, Powerless en Castle of Glass werden uitgebracht op single. Het album is stilistisch een samensmelting van het geluid van de eerste twee albums en van A Thousand Suns.

## Tracklist
| 1.                 | Papercut            | Chester Bennington, Rob Bourdon, Brad Delson, Joseph Hahn, Mike Shinoda | 03:05 |
| 2.                 | One Step Closer     | Bennington, Bourdon, Delson, Hahn, Scott Koziol, Shinoda                | 02:36 |
| 3.                 | With You            | Bennington, Bourdon, Delson, Hahn, Joe King, Shinoda, Michael Simpson   | 03:23 |
| 4.                 | Points of Authority | Bennington, Bourdon, Delson, Hahn, Shinoda                              | 03:20 |
| 5.                 | Crawling            | Bennington, Bourdon, Delson, Hahn, Shinoda, Mark Wakefield              | 03:29 |
| 6.                 | Runaway             | Bennington, Bourdon, Delson, Hahn, Shinoda, Wakefield                   | 03:04 |
| 7.                 | By Myself           | Bennington, Bourdon, Delson, Hahn, Shinoda                              | 03:10 |
| 8.                 | In the End          | Bennington, Bourdon, Delson, Hahn, Shinoda                              | 03:36 |
| 9.                 | A Place for My Head | Bennington, Bourdon, Delson, Dave Farrell, Hahn, Shinoda, Wakefield     | 03:05 |
| 10.                | Forgotten           | Bennington, Bourdon, Delson, Farell, Hahn, Shinoda, Wakefield           | 03:15 |
| 11.                | Cure for the Itch   | Bennington, Bourdon, Delson, Hahn, Shinoda                              | 02:37 |
| 12.                | Pushing Me Away     | Bennington, Bourdon, Delson, Hahn, Shinoda                              | 03:12 |
| Totale duur: 37:50 |                     |                                                                         |       |

Alle muziek en teksten zijn geschreven door Linkin Park, behalve waar anders vermeld. 
| 1.                 | Opening                                                         | Mike Shinoda                                                                              | 01:07 |
| 2.                 | Pts.OF.Athrty (Jay Gordon)                                      |                                                                                           | 03:45 |
| 3.                 | Enth E Nd (KutMasta Kurt featuring Motion Man)                  |                                                                                           | 04:00 |
| 4.                 | [Chali]                                                         |                                                                                           | 00:23 |
| 5.                 | Frgt/10 (Alchemist featuring Chali 2na)                         | Bennington, Bourdon, Delson, Farell, Hahn, Shinoda, Wakefield                             | 03:32 |
| 6.                 | P5hng Me A*wy (Mike Shinoda featuring Stephen Richards)         |                                                                                           | 04:38 |
| 7.                 | Plc.4 Mie Hæd (Amp Live featuring Zion)                         | Bennington, Bourdon, Delson, Farell, Hahn, Shinoda, Wakefield                             | 04:20 |
| 8.                 | X-Ecutioner Style (Sean C. & Roc Raida featuring Black Thought) |                                                                                           | 01:49 |
| 9.                 | H! Vltg3 (Evidence featuring Pharoahe Monch & DJ Babu)          | Bennington, Bourdon, Delson, Hahn, Shinoda, Derek Murphy, Lorenzo Dechalus, Maxwell Dixon | 03:30 |
| 10.                | [Riff Raff]                                                     |                                                                                           | 00:21 |
| 11.                | Wth>You (Chairman Hahn featuring Aceyalone)                     | Linkin Park, Dust Brothers                                                                | 04:12 |
| 12.                | Ntr\Mssion                                                      | Mike Shinoda                                                                              | 00:29 |
| 13.                | Ppr:Kut (Cheapshot & Jubacca featuring Rasco & Planet Asia)     |                                                                                           | 03:26 |
| 14.                | Rnw@y (Backyard Bangers featuring Phoenix Orion)                | Bennington, Bourdon, Delson, Farell, Hahn, Shinoda, Wakefield                             | 03:13 |
| 15.                | My<Dsmbr (Mickey P. featuring Kelli Ali)                        |                                                                                           | 04:17 |
| 16.                | [Stef]                                                          |                                                                                           | 00:10 |
| 17.                | By_Myslf (Josh Abraham & Mike Shinoda)                          |                                                                                           | 03:42 |
| 18.                | Kyur4 th Ich (Chairman Hahn)                                    |                                                                                           | 02:32 |
| 19.                | 1stp Klosr (The Humble Brothers featuring Jonathan Davis)       |                                                                                           | 05:46 |
| 20.                | Krwlng (Mike Shinoda featuring Aaron Lewis)                     |                                                                                           | 05:40 |
| Totale duur: 60:52 |                                                                 |                                                                                           |       |

Alle muziek en teksten zijn geschreven door Linkin Park. 
| 1.                 | Foreword           | 00:17 |
| 2.                 | Don't Stay         | 03:07 |
| 3.                 | Somewhere I Belong | 03:33 |
| 4.                 | Lying from You     | 02:55 |
| 5.                 | Hit the Floor      | 02:44 |
| 6.                 | Easier to Run      | 03:24 |
| 7.                 | Faint              | 02:42 |
| 8.                 | Figure.09          | 03:17 |
| 9.                 | Breaking the Habit | 03:16 |
| 10.                | From the Inside    | 02:53 |
| 11.                | Nobody's Listening | 02:58 |
| 12.                | Session            | 02:23 |
| 13.                | Numb               | 03:05 |
| Totale duur: 36:34 |                    |       |

Alle muziek en teksten zijn geschreven door Linkin Park. 
| 1.                 | Wake                            | 01:40 |
| 2.                 | Given Up                        | 03:09 |
| 3.                 | Leave Out All the Rest          | 03:29 |
| 4.                 | Bleed It Out                    | 02:44 |
| 5.                 | Shadow of the Day               | 04:49 |
| 6.                 | What I've Done                  | 03:25 |
| 7.                 | Hands Held High                 | 03:53 |
| 8.                 | No More Sorrow                  | 03:41 |
| 9.                 | Valentine's Day                 | 03:16 |
| 10.                | In Between                      | 03:16 |
| 11.                | In Pieces                       | 03:38 |
| 12.                | The Little Things Give You Away | 06:23 |
| Totale duur: 43:30 |                                 |       |

Alle muziek en teksten zijn geschreven door Linkin Park. 
| 1.                 | The Requiem                                                                 | 02:01 |
| 2.                 | The Radiance (bevat een onderdeel uit een interview van Robert Oppenheimer) | 00:58 |
| 3.                 | Burning in the Skies                                                        | 04:13 |
| 4.                 | Empty Spaces                                                                | 00:18 |
| 5.                 | When They Come for Me                                                       | 04:56 |
| 6.                 | Robot Boy                                                                   | 04:29 |
| 7.                 | Jornada del Muerto                                                          | 01:35 |
| 8.                 | Waiting for the End                                                         | 03:52 |
| 9.                 | Blackout                                                                    | 04:39 |
| 10.                | Wretches and Kings (bevat een onderdeel uit een interview van Mario Savio)  | 04:15 |
| 11.                | Wisdom, Justice, and Love                                                   | 01:39 |
| 12.                | Iridescent                                                                  | 04:57 |
| 13.                | Fallout                                                                     | 01:23 |
| 14.                | The Catalyst                                                                | 05:40 |
| 15.                | The Messenger                                                               | 03:02 |
| 101.               | Naamloos (Linkin Park, Martin Luther King)                                  |       |
| Totale duur: 47:58 |                                                                             |       |

Alle muziek en teksten zijn geschreven door Linkin Park. 
| 1.                 | Lost in the Echo  | 03:25 |
| 2.                 | In My Remains     | 03:20 |
| 3.                 | Burn It Down      | 03:54 |
| 4.                 | Lies Greed Misery | 02:26 |
| 5.                 | I'll Be Gone      | 03:31 |
| 6.                 | Castle of Glass   | 03:25 |
| 7.                 | Victimized        | 01:46 |
| 8.                 | Roads Untraveled  | 03:49 |
| 9.                 | Skin to Bone      | 02:48 |
| 10.                | Until It Breaks   | 03:43 |
| 11.                | Tinfoil           | 01:11 |
| 12.                | Powerless         | 03:44 |
| Totale duur: 36:58 |                   |       |

## Personeel

### Hybrid Theory
Linkin Park
- Chester Bennington: leadzanger
- Rob Bourdon: drum
- Brad Delson: leadgitarist, bassist
- Joseph Hahn: dj, scratching, sampling, artwork
- Mike Shinoda: vocalen, MC, ritmische gitarist, keyboard, mixing, artwork, sampling, beats

Opnamemuzikanten
- Dave Farrell: bassist (track 9 en 10)
- Ian Hornbeck: bassist (track 1, 9 en 10)
- Scott Koziol: bassist (track 2)
- The Dust Brothers: beats op track 3, programmering

Productie
- Producer: Don Gilmore
- Executive producer: Jeff Blue
- Opgenomen in de NRG Recordings, North Hollywood, CA
- Engineering: Don Gilmore
- Extra engineering en Pro Tools: John Ewing, Jr.
- Assistent Pro Tools: Mike Shinoda

- Assistent engineer: Matt Griffin
- Gemixt in Soundtrack, NYC
- Engineer: Steve Sisco
- Mixer: Andy Wallace
- Mastering: Brian "Big Bass" Gardner in Bernie Grundman Mastering
- Digitale bewerking: Brian "Big Bass" Gardner
- A&R: Jeff Blue
- A&R coördination: Natalie Preston & Ariana Murray
- Marketingregie: Peter Standish
- Wereldwijde representatie: Rob McDermott voor The Firm with Additional Servitude door Ryan Demarti en Ryan Saullo
- Bookingagent: Michael Arfin for Artist Group
- Legale zaken: Dann Hayes voor Selverne, Mandelbaum en Mintz
- Business managers: Michael Oppenheim & Jonathan Schwartz for Gudvi, Chapnik & Oppenheim
- Artregie en -ontwerp: Flem aka Frank Maddocks
- Fotografie: James Minchin III
- Voorcover: Mike Shinoda
- Line art schetsen en tekeningen: Joseph Hahn & Mike Shinoda

### Reanimation
Linkin Park
- Chester Bennington: leadzanger
- Rob Bourdon: drum, bewerking
- Brad Delson: leadgitaar
- Dave "Phoenix" Farrell: bassist, cello
- Joseph Hahn: dj, scratching, sampling, remix, artwork, opname
- Mike Shinoda: vocalen, mc, keyboard, ritmische gitarist, sampling, remix, producer, artwork, artregie

Bewerking
- Jeff Chester: engineer
- Brian Gardner: digitale bewerking, mastering
- Mark "Spike" Stent: mixer
- Andy Wallace: mixer
- Troy Staton: mixer
- Ryan Williams: engineer
- Jonas G.: engineer
- David Treahearn: assistent mixing, assistent
- DJ Revolution: bewerking
- Nancie Stern: samplezuivering
- Erik Gregory: programmering
- Ray Wilson: assistent engineer
- Michael Fitzpatrick: programmering, interpretatie

Gastvocalisten
- Aaron Lewis (van Staind): gastvocalen op Krwlng
- Black Thought (The Roots): gastvocalen op X-Ecutioner Style
- Pharoahe Monch: gastvocalen op H! Vltg3
- Jonathan Davis: gastvocalen op 1Stp Klosr
- Stephen Richards (Taproot): gastvocalen op P5hng Me A*wy

Interpretaties
- KutMasta Kurt: interpretatie
- Roc Raida: interpretatie
- Josh Kouzomis: interpretatie
- Jay Gordon (The Orgy): interpretatie
- The Alchemist: interpretatie
- Josh Abraham: interpretatie
- DJ Babu: interpretatie
- DJ Cheapshot van Styles of Beyond: interpretatie
- Evidence: interpretatie
- The Humble Brothers: interpretatie
- Michael Fitzpatrick: programmering, interpretatie

A&R
- Tom Whalley: A&R
- Jeff Blue: A&R

Productie
- Don Gilmore: Producer (originele opnames)
- Doug Trantow: programmering, producer, engineer

Instrumentatie
- Greg Kurstin: keyboards
- Stephen Carpenter: gitaar
- Mickey Petralia: keyboards, programmering, producer, interpretatie

### Meteora
Linkin Park
- Chester Bennington: vocalen, achtergrondvocalen, schrijver
- Rob Bourdon: drums
- Brad Delson: leadgitaar
- Joseph Hahn: draaitafels, samples, keyboard
- Phoenix: basgitaar
- Mike Shinoda: vocalen, ritmische gitaar, keyboard, piano, schrijver, productie

Extra muzikanten
- Snaarwerk (Breaking the Habit en Faint) gearrangeerd door David Campbell
  - Violen: Joel Derouin, Charlie Bisharat, Alyssa Park, Sara Parkins, Michelle Richards, Mark Robertson
  - Altviool: Evan Wilson, Bob Becker
  - Cello: Larry Corbett, Dan Smith
- Shakuhachifluit op Nobody's Listening: David Zasloff

Productie
- Geproduceerd door Don Gilmore en Linkin Park
- Opname door Don Gilmore
- Engineer: John Ewing, Jr.
- Assistent engineer: Fox Phelps
- Opgenomen in de NRG Studios, North Hollywood, Californië
- Gemixt door Andy Wallace
- Gemixt in de Soundtrack Studios, New York, NY
  - Geassisteerd door Steve Sisco
- Gemasterd door Brian "Big Bass" Gardner in Bernie Grundman Mastering
- Digitale bewerking: Brian "Big Bass" Gardner
- A&R: Tom Whalley en Jeff Blue

- A&R-coördinatie: Marny Cameron
- Marketingregie: Peter Standish & Kevin Sakoda
- Wereldwijde representatie: Rob McDermott voor The Firm met extra dienst door Ryan Saullo, Ryan Demarti en Noah Edelman
- Bookingagent: Michael Arfin voor Artist Group, International
- Legal: Danny Hayes for Davis, Shapiro, Lewit, Montone & Hayes
- Businessmanagers: Michael Oppenheim en Jonathan Schwartz voor Gudvi, Sussman & Oppenheim
- Wereldwijde licensering en merchandise: Bandmerch
- Creative regie: Mike Shinoda en The Flem
- Artregie en ontwerp: The Flem
- Installatieartiesten: Delta, Mike Shinoda, Joseph Hahn en The Flem
- Fotografie: James R. Minchin III
- Spuitbusfoto in close-up: Nick Spanos

### Minutes to Midnight
Linkin Park
- Chester Bennington: leadvocalen, achtergrondvocalen, ritmisch gitarist
- Rob Bourdon: drum, percussie, achtergrondvocalen
- Brad Delson: leadgitaar, achtergrondvocalen
- Joseph Hahn: dj, scratching, programmering, sampling, achtergrondzang
- Phoenix: basgitaar, achtergrondzang
- Mike Shinoda: ritmisch gitarist, leadvocalen, achtergrondvocalen, producer, remixer, MC, keyboard

Overig
- Productie door Rick Rubin en Mike Shinoda
- Engineer: Andrew Scheps, Ethan Mates en Dana Nielsen, assistent engineer: Phillip Broussard, Jr.
- Studioproductie coördinator: Stephanie Ludoor, albumproductie coördinator: Lindsay Chase
- Opgenomen in The Mansion in Laurel Canyon en de NRG Studios, gemixt in de Paramount Studios
- Gemixt door Neal Avron, geassisteerd door George Gumbs en Nicholas Fournier
- Protools-engineer: Erich Talaba
- Gemasterd door Dave Collins at Collins Audio

- A&R: Tom Whalley, A&R-coördinatie: Liza Joseph & Trish Evangelista
- Marketingdirecteur: Peter Stenish
- Creatieve regie door Frank Maddocks, Ellen Wakayama, Mike Shinoda en Joe Hahn, artregie: Frank Maddocks en Nikos Constant
- Design: Frank Maddocks
- Toegevoegde opnamefotografie door Edward Colver (voor- en achter endsheets)
- Snaarwerk (Shadow of the Day, The Little Things Give You Away, Hands Held High, Leave Out All the Rest en No Roads Left) gearrangeerd door Dave Campbell, Mike Shinoda en Brad Delson, alle snaren gedirigeerd door Dave Campbell.[4]
  - Violen: Charles Bisharat, Mario DeLeon, Armen Garabedian, Julian Hallmark, Gerry Hilera, Songa Lee-Kitto, Natalie Leggett, Josefina Vergara, Sara Parkins
  - Altviool: Matt Funes, Andrew Picken
  - Celli: Larry Corbett, Suzie Katayama
  - Bass: Oscar Hidalgo

### A Thousand Suns
Linkin Park
- Chester Bennington: leadvocalen, achtergrondvocalen
- Rob Bourdon: drum, percussie, achtergrondvocalen
- Brad Delson: leadgitaar, achtergrondvocalen
- Joseph Hahn: DJ, scratching, programmering, sampling, achtergrondzang
- Phoenix: basgitaar, achtergrondzang
- Mike Shinoda: ritmisch gitarist, leadvocalen, achtergrondvocalen, producer, mixer, remixer, MC, keyboard

Productie
- Rick Rubin: producer
- Mike Shinoda: producer, engineer, creative regie, pro-tools
- Vlado Meller: mastering
- Neal Avron: mixing
- Ethan Mates: engineer, pro-tools
- Jason Newell: engineer, pro-tools
- Lindsay Chase: productiecoördinatie
- Ryan DeMarti: productiecoöordinatie, A&R
- Liza Joseph: A&R
- Tom Whalley: A&R

Overig
- Ellen Wakayama: creative regie
- Peter Standish: marketing
- Josh Vanover: artwork, creative regie
- Frank Maddocks: artregie, ontwerp, creative regie
- Jerry Johnson: drumtechnicicus
- Kymm Britton: P&R
- Anton Brooks: P&R
- Nicholas Fournier: assistent
- Mark Santangelo: assistent

Citaten
- Robert Oppenheimer: interviews
- Mario Savio: speech
- Martin Luther King: speech

Emily Armstrong · Chester Bennington · Rob Bourdon · Colin Brittain · Brad Delson 
Dave Farrell · Joe Hahn · Scott Koziol · Mike Shinoda · Mark Wakefield